# 947

## Esdeveniments
- Sunyer I de Barcelona va cedir el govern dels seus dominis als seus fills Borrell i Miró i professà com a monjo al monestir de Sant Pere de Rodes.[1]
- Els tolteques ocupen Teotihuacan i dominen tot Mèxic.
- El joc dels escacs arriba a Europa.

## Naixements
- Sayf al-Dawla Ali ben Abul Haydja Abd Allah ben Hamdan, primer emir hamdànida d'Alep

## Necrològiques
- Hug d'Arle rei de Provença i d'Itàlia